# Unwiederbringlich

Erste Seite des Manuskripts von Unwiederbringlich, Abschrift von Emilie Fontane mit Überarbeitungen des Dichters
(Humboldt-Universität Berlin)

Unwiederbringlich ist ein Roman von Theodor Fontane.

## Entstehung
Fontane schrieb seinen Roman in den Jahren 1887–1890. Bereits von Januar–Juni 1891 erschien ein Vorabdruck in den Bänden 66/67 der literarischen Monatszeitschrift Deutsche Rundschau. Noch im November 1891 wurde die erste Buchausgabe im Verlag Wilhelm Hertz (Besser’sche Buchhandlung) in Berlin veröffentlicht, das Impressum nennt allerdings das Jahr 1892.

## Handlung
Der Roman spielt in den Jahren 1859 bis 1861 im Herzogtum Schleswig, das damals als selbstständige Einheit von Dänemark aus regiert wurde – wenige Jahre vor dem Deutsch-Dänischen Krieg, sowie in Kopenhagen und auf Schloss Frederiksborg.
Graf Helmuth Holk und seine Frau Christine leben mit ihren zwei Kindern in einem einsamen Schloss an der Flensburger Förde. Christine wird als eine fromme Frau von hohen moralischen Ansprüchen geschildert, Holk dagegen als ein eher unreflektierter und lebensfroher Mann, der seine vom Herrnhutertum beeinflusste Frau zwar bewundert, aber unter ihrer Grundsatzstrenge leidet. Holk betreibt auf seinem Besitz Landwirtschaft, hat jedoch auch ein Amt als Kammerherr am dänischen Hof inne. Als er für einige Monate an den Kopenhagener Hof einer dänischen Prinzessin abkommandiert wird, kommt ihm diese Abwechslung sehr entgegen. Im Gegensatz zu früheren Aufenthalten in der dänischen Hauptstadt wird seine Mission diesmal zu einer Gefahr für seine Ehe: Führte die vorübergehende Trennung früher stets zu einem Wiedererwachen der Liebe zwischen Christine und Holk, so sieht er sich diesmal von Anfang an in Kopenhagen mit Frauenfiguren konfrontiert, die Vorzüge ihr Eigen nennen, die er an seiner Frau vermisst. Zunächst erregt die verführerische Kapitänsgattin Brigitte Hansen, die Tochter seiner Wirtin, seine Aufmerksamkeit, doch bald lernt er außerdem die Gesellschafterin der Prinzessin, Ebba von Rosenberg, kennen. Diese ist weniger attraktiv, dafür aber geistvoller. Ein Aufenthalt der kleinen Hofgesellschaft auf Schloss Frederiksborg wird schließlich zum Verhängnis für Holk. Nach einem gefährlichen Schlittschuhlauf über den Arresee kommt es zu einer gemeinsamen Stunde, die indes ein dramatisches Ende findet: Im Schloss bricht ein verheerender Brand aus, doch Holk kann Ebba retten. Die Flucht des Paares aufs Schlossdach wird schnell zum Tagesgespräch. Holk beschließt ohne Rückfrage bei Ebba, die einige Tage krank ist und keinen Besuch empfangen darf, diese zu heiraten, und fährt auf sein Schloss, um Christine von seinem Entschluss in Kenntnis zu setzen. Die Begegnung mit seiner Frau erschüttert ihn zunächst, doch ihre anhaltende Selbstgerechtigkeit gibt den Ausschlag und das Paar trennt sich. Zurückgekehrt nach Kopenhagen erhält er jedoch von Ebba einen Korb. Der Lächerlichkeit preisgegeben und tief verletzt, begibt Holk sich auf Reisen. Sowohl sein Schwager als auch der alte Ortsgeistliche und ein ehemaliger Erzieher der gräflichen Kinder arbeiten jedoch darauf hin, dass das Paar sich wieder versöhnt. Tatsächlich wird schließlich eine zweite Hochzeit gefeiert, doch findet das Paar zu keinem unbefangenen Verhalten mehr zurück. Wenige Monate nach der scheinbaren Versöhnung begeht Christine, die das Vergangene nicht verwinden kann, Selbstmord, indem sie sich im Meer ertränkt.

## Hintergründe
Fontane transponierte einen realen Fall, der ihm von einer Verwandten des Hauptbetroffenen geschildert wurde, ins Schleswigsch-Dänische. Es handelte sich um den pommerschen Landrat Karl von Maltzahn und dessen Frau Caroline, geb. von Bilfinger. Ein Teil der Örtlichkeiten, Personen und Zeitereignisse, unter anderem auch der Brand, der einen großen Teil der Schlosseinrichtung zerstört, ist real, anderes hingegen, zum Beispiel die Prinzessin, fiktiv. Den Romantitel Unwiederbringlich übernahm er aus dem Abschiedsbrief des Urbildes der Christine.

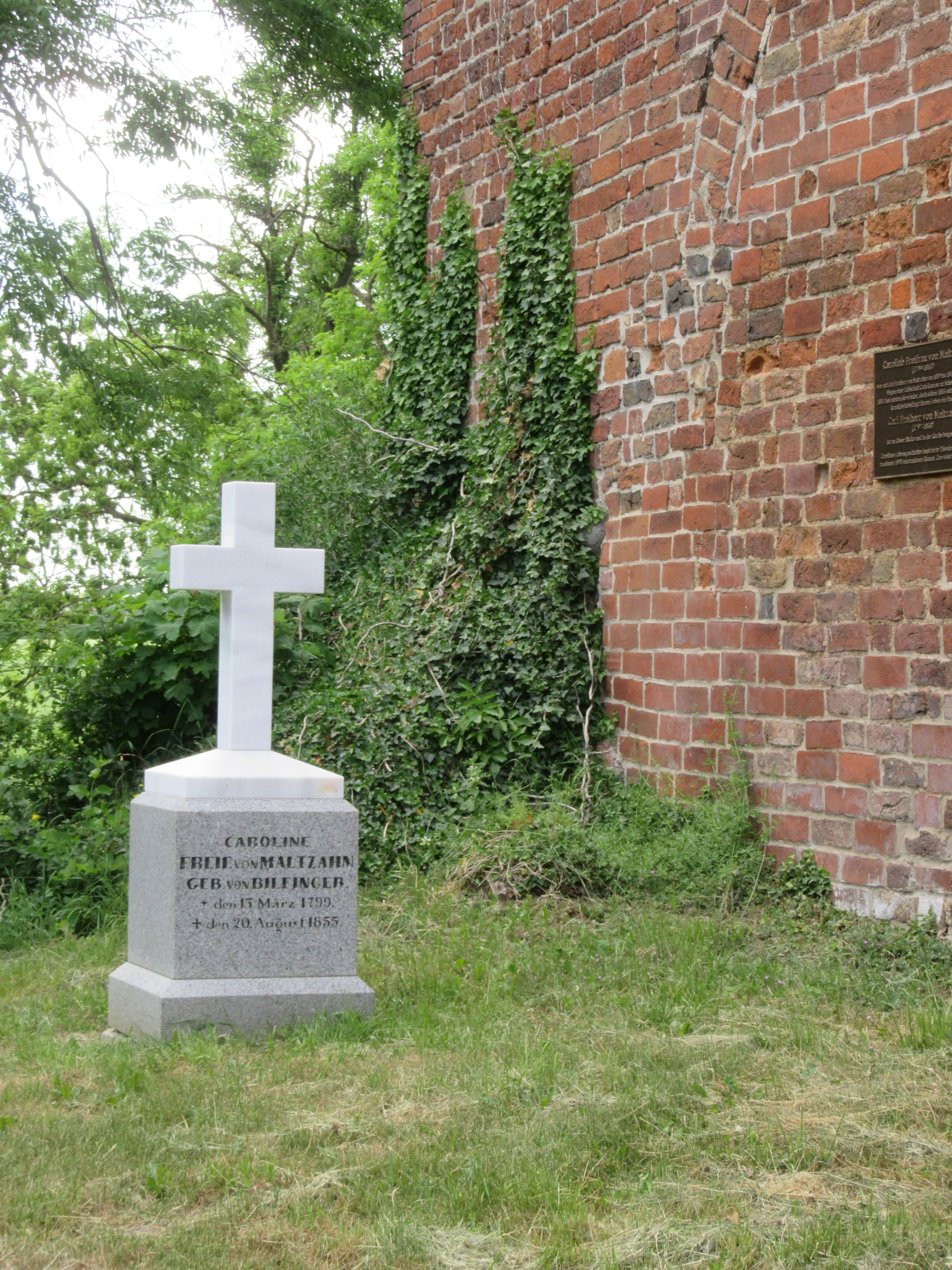
Grabmal der Caroline von Maltzahn
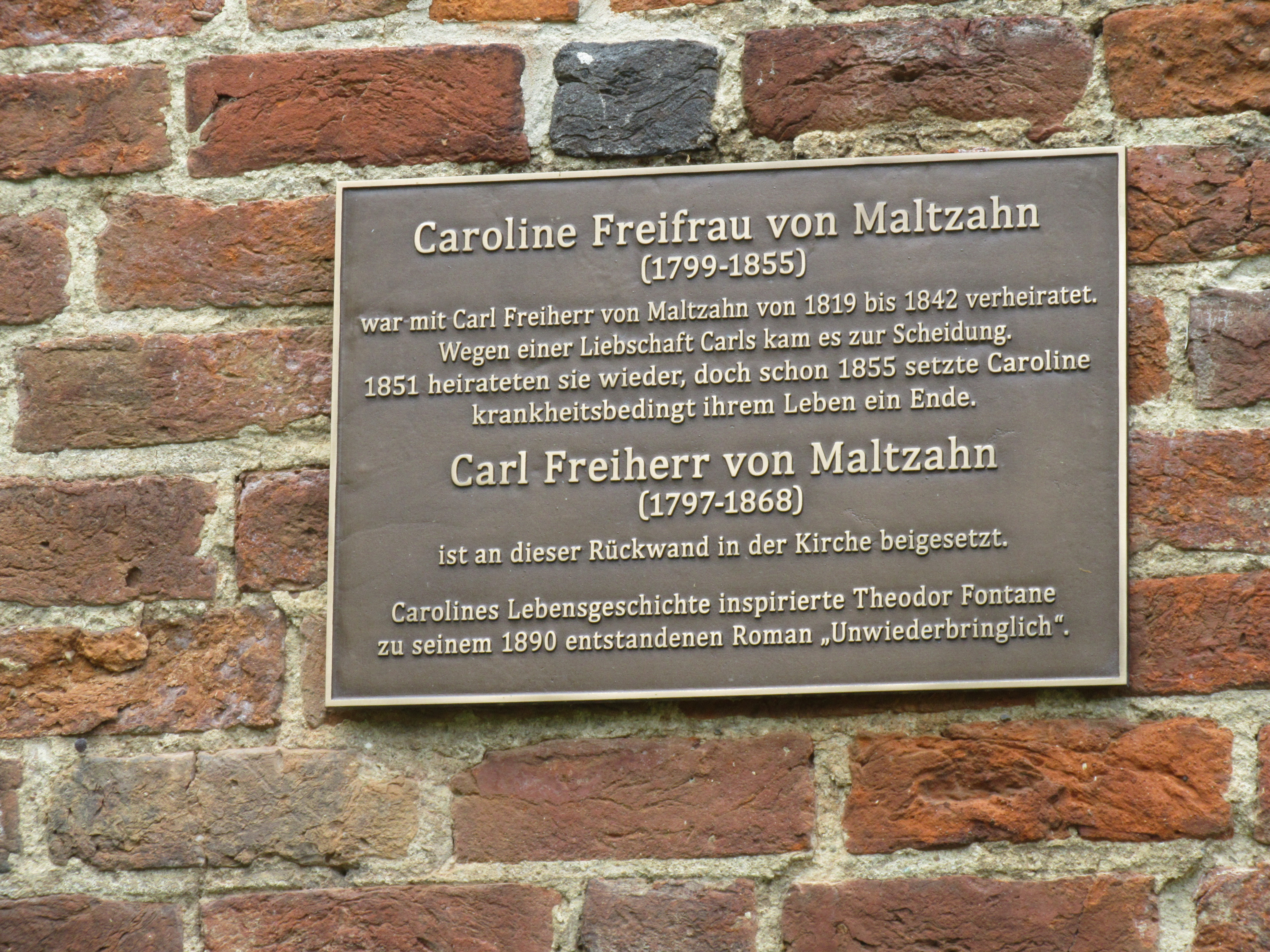
Informationstafel über das Ehepaar von Maltzahn
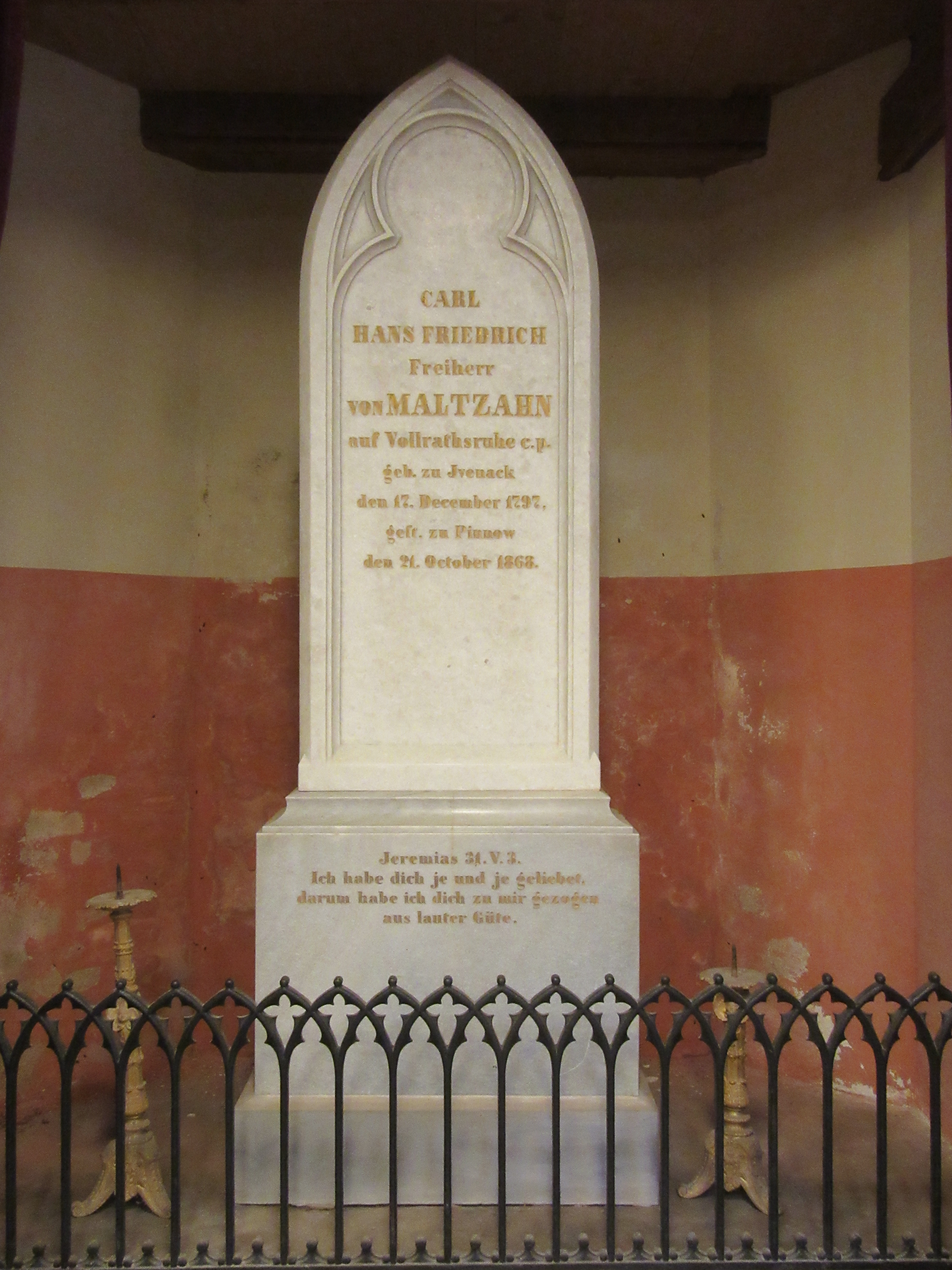
Grabmal des Carl von Maltzahn

## Ausgaben
- Theodor Fontane: Unwiederbringlich. Roman. Wilhelm Hertz (Besser’sche Buchhandlung), Berlin 1892.
- Zeitschriftenerstdruck; in: Deutsche Rundschau, Nr. 66/67, Januar–Juni 1891.
- Theodor Fontane: Unwiederbringlich. Roman. Hrsg.: Christine Hehle. Berlin 2003, ISBN 3-351-03125-4 (Große Brandenburger Ausgabe, Das erzählerische Werk, Band 13).

## Hörbücher
- Hörbuch: gelesen von Gert Westphal, 8 CDs, Deutsche Grammophon, ISBN 3-8291-1357-9.

## Hörspiele
- 1957: Hörspiel: mit Paul Edwin Roth, Rosemarie Gerstenberg, Christine Schoenfelder, Martin Hirthe und Edith Heerdegen, Bearbeitung: Anneliese Falck unter dem Pseudonym Palma, Regie: Ulrich Lauterbach, Hessischer Rundfunk.
- 1965: Hörspiel in 6 Teilen: mit Albert Lieven, Ingeborg Engelmann, Kornelia Boje, Otto Rouvel, Ursula Langrock, Kurt Lieck, Louise Martini, Walter Jokisch, Erla Prollius und Heinz von Cleve, Regie: Heinz Wilhelm Schwarz Westdeutscher Rundfunk Köln.
- 1983: Hörspiel in 2 Teilen: mit Gert Westphal, Christian Quadflieg, Gisela Zoch, Christian Wolff, Erika Weber, Marianne Kehlau, Peter Lühr und Annemarie Schradiek, Regie: Gert Westphal, Bayerischer Rundfunk.

## Verfilmungen
- Fernsehfilm: mit Lothar Blumhagen, Hans Timmermann, Alexander Kerst, Tilo von Berlepsch, Walter Buschhoff, Karin Hübner, Lil Dagover und Käthe Braun, Buch: Max Gundermann und Falk Harnack, Regie: Falk Harnack, Berliner Union-Film, Bundesrepublik Deutschland 1968.